# Yūjirō Ishihara
Pour les articles homonymes, voir Ishihara.
Yūjirō Ishihara (石原 裕次郎, Ishihara Yūjirō), né le 28 décembre 1934 à Kobe et mort le 17 juillet 1987 à Tokyo, est un acteur et un chanteur japonais.

## Biographie
Yūjirō Ishihara étudie à la prestigieuse université Keiō, puis il commence sa carrière en 1956 dans le film La Saison du soleil de Takumi Furukawa adapté du roman écrit par son frère Shintarō. Acteur vedette de l'après-guerre, considéré comme l’Elvis Presley ou l'Humphrey Bogart japonais, sa mort d'un cancer du foie, à 52 ans, bouleversa ses fans.
Il a tourné dans plus de cent films entre 1956 et 1984.

### Vie privée
Yūjirō Ishihara s'est marié en 1960 à l'actrice Mie Kitahara. Son frère aîné, Shintarō Ishihara, est un auteur et homme politique (élu député, il a été gouverneur de Tokyo de 1999 à 2012).

## Filmographie partielle

### Au cinéma

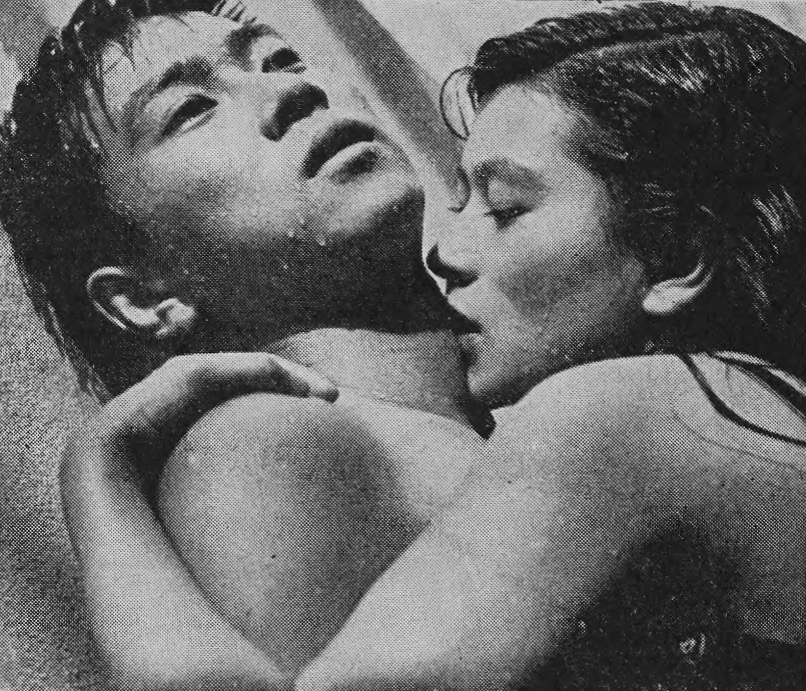
Yūjirō Ishihara et Mie Kitahara dans Passions juvéniles (1956).

- 1956 : La Saison du soleil (太陽の季節, Taiyō no kisetsu?) de Takumi Furukawa : M. Izu
- 1956 : Passions juvéniles (狂った果実, Kurutta kajitsu?) de Kō Nakahira : Takishima Natsuhisa
- 1956 : La Voiture d'enfant (乳母車, Ubaguruma?) de Tomotaka Tasaka : Muneo Aizawa
- 1956 : Ningen gyorai shitsugekisu (人間魚雷出撃す?) de Takumi Furukawa
- 1957 : Shōrisha (勝利者?) d'Umetsugu Inoue
- 1957 : La Vie d'aujourd'hui (今日のいのち, Kyō no inochi?) de Tomotaka Tasaka
- 1957 : Chronique du soleil à la fin de l'ère Edo (幕末太陽伝, Bakumatsu taiyo-den?) de Yūzō Kawashima : Shinsaku Takasugi
- 1957 : Les Gars de la mer (海の野郎ども, Umi no yarodomo?) de Kaneto Shindō
- 1957 : Washi to taka (鷲と鷹?) d'Umetsugu Inoue : Senkichi
- 1957 : J'attends (俺は待ってるぜ, Ore wa matteruze?) de Koreyoshi Kurahara
- 1957 : L'Homme de la tempête (嵐を呼ぶ男, Arashi o yobu otoko?) d'Umetsugu Inoue : Shoichi Kokubu
- 1958 : Couteau rouillé (錆びたナイフ, Sabita naifu?) de Toshio Masuda
- 1958 : Arashi no naka o tsuppashire (嵐の中を突っ走れ?) de Koreyoshi Kurahara
- 1958 : Akai hatoba (赤い波止場?) de Toshio Masuda
- 1958 : Une ruelle sous le soleil (陽のあたる坂道, Hi no ataru sakamichi?) de Tomotaka Tasaka : Shinji Tashiro
- 1960 : L'Arbre de la jeunesse (青年の樹, Seinen no ki?) de Toshio Masuda
- 1960 : Yakuza sensei (やくざ先生?) de Akinori Matsuo
- 1960 : Tōgyū ni kakeru otoko (闘牛に賭ける男?) de Toshio Masuda : Tohru Kitami
- 1961 : Lui et moi (あいつと私, Aitsu to watashi?) de Kō Nakahira : Saburo Kurokawa
- 1961 : Tempête sur l'Arabie (アラブの嵐, Arabu no arashi?) de Kō Nakahira : Shintaro Munakata
- 1962 : Un type méprisable (憎いあンちくしょう, Nikui an-chikushō?) de Koreyoshi Kurahara
- 1962 : Hana to ryū (花と竜?) de Toshio Masuda
- 1962 : Wakai hito (若い人?) de Katsumi Nishikawa : Shintaro Mazaki
- 1963 : Seul sur l'océan Pacifique (太平洋ひとりぼっち, Taiheiyō hitori-botchi?) de Kon Ichikawa : Ken'ichi Horie
- 1964 : Le Joueur (鉄火場破り, Tekkaba yaburi?) de Buichi Saitō
- 1964 : Le Mouchoir rouge (赤いハンカチ, Akai hankachi?) de Toshio Masuda
- 1964 : Kuroi kaikyo (黒い海峡?) de Mitsuo Ezaki : Akio Maki
- 1965 : Akai tanima no kettō (赤い谷間の決斗?) de Toshio Masuda
- 1965 : Shirotori (城取り?) de Toshio Masuda : Tozo Kuruma
- 1965 : Ces merveilleux fous volants dans leurs drôles de machines (Those Magnificent Men in Their Flying Machines) de Ken Annakin : Yamamoto
- 1966 : Eikō e no chōsen (栄光への挑戦?) de Toshio Masuda
- 1966 : Kaerazeru hatoba (帰らざる波止場?) de Mitsuo Ezaki : Shiro Tsuda
- 1967 : Hatoba no taka (波止場の鷹?) de Shōgorō Nishimura : Keinichi Kusumi
- 1968 : La Voie des yakuza (遊侠三国史 鉄火の花道, Yūkyō Mikuni-shi: Tekka no hanamichi?) de Akinori Matsuo
- 1968 : Shōwa no inochi (昭和のいのち?) de Toshio Masuda
- 1968 : Le Soleil de Kurobe (黒部の太陽, Kurobe no taiyō?) de Kei Kumai : Iwaoka
- 1969 : Furin kazan (風林火山, Furin kazan?) de Hiroshi Inagaki : Kenshin Uesugi
- 1969 : Safari 5000 (栄光への5000キロ, Eiko e no 5,000 kiro?) de Koreyoshi Kurahara
- 1969 : Puni par le ciel (人斬り, Hitokiri?) de Hideo Gosha : Ryoma Sakamoto
- 1969 : Arashi no yūshatachi (嵐の勇者たち?) de Toshio Masuda : Shimaji
- 1970 : Fuji sanchō (富士山頂?) de Tetsutarō Murano
- 1970 : L'Embuscade (待ち伏せ, Machibuse?) de Hiroshi Inagaki : Yataro
- 1970 : Aru heishi no kake (ある兵士の賭け?) de Kōji Chino et Keith Larsen : Hiroshi Kitabayashi
- 1970 : La Guerre et les Hommes I (戦争と人間 第一部 運命の序曲, Sensō to nigen?) de Satsuo Yamamoto : Shinozaki
- 1971 : Otoko no sekai (男の世界?) de Yasuharu Hasebe
- 1972 : Kage gari (影狩り?) de Toshio Masuda
- 1972 : Kage gari: Hoero taihō (影狩り ほえろ大砲?) de Toshio Masuda : Jubei Muroto
- 1976 : Tōga (凍河?) de Kōichi Saitō
- 1982 : Albator 84, le film ou l'Atlantis de ma jeunesse (わが青春のアルカディア, Waga seishun no Arukyadia?) de Tomoharu Katsumata : Phantom F. Harlock I
- 1984 : Again (アゲイン, Agein?) de Toshihiko Yahagi

### À la télévision
- 1972 - 1986 : Taiyō ni hoero! (太陽にほえろ!?)
- 1979 : Seibu keisatsu

## Mémorial
Sur l'île d'Hokkaidō existait un mémorial Yūjirō dans la ville d'Otaru, où la famille Ishihara a vécu. 18 millions de personnes l'ont visité entre son ouverture en 1991 et sa fermeture en 2017. Il rassemblait quelque 20 000 pièces ayant appartenu à Yūjirō Ishihara dont des vêtements et des voitures. Ce mémorial est souvent comparé avec le mémorial Graceland à Memphis consacré à Elvis Presley (qui compte 600 000 visiteurs par an).